# Unkei (cratère)
Unkei est un cratère de Mercure. Son nom a été adopté par l'Union astronomique internationale en 1976, et fait référence au sculpteur japonais Unkei.
Le bassin à anneau de pics Chekhov se trouve au sud d'Unkei.

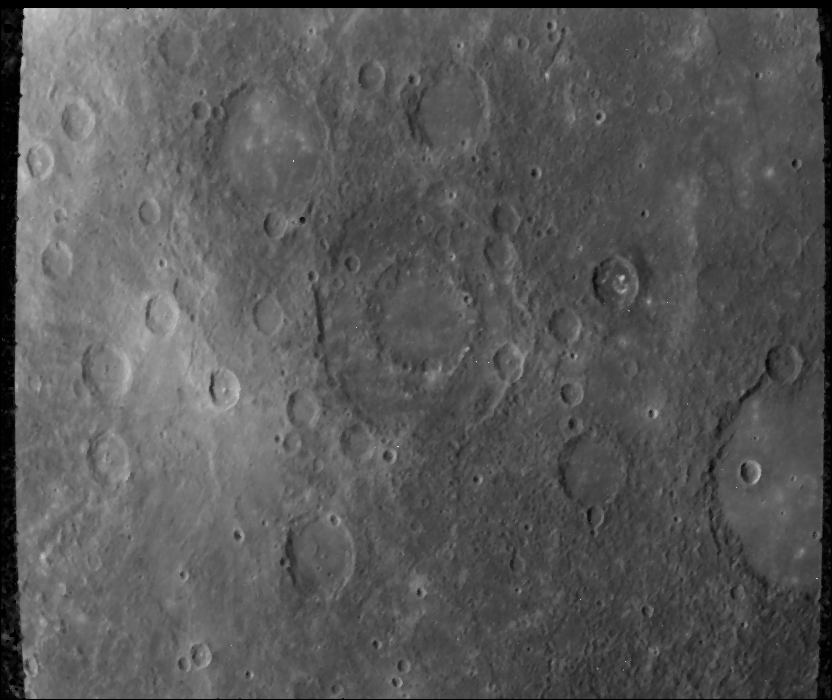
Image de Mariner 10 avec Unkei en haut à gauche
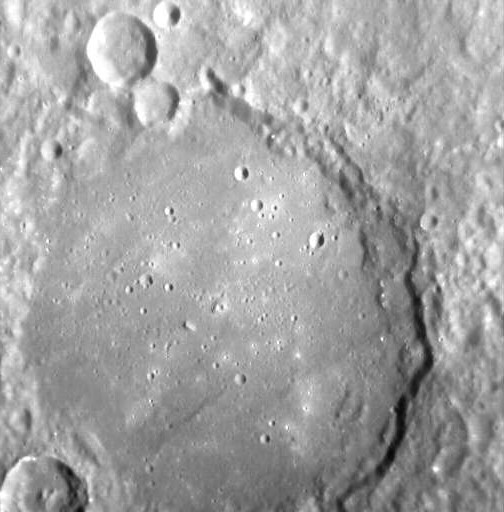
Une autre image de MESSENGER